# Medina (cantora)
Medina Danielle Oona Valbak (nascida Andrea Fuentealba Valbak, Aarhus, 30 de novembro de 1982) é uma cantora e compositora de house music dinamarquesa.
Lançou os primeiros singles na Dinamarca em 2007 (Flå e Et øjeblik), seguido pelo álbum debut, Tæt på, lançado no mesmo ano. Seu segundo álbum Velkommen til Medina foi lançado em agosto de 2009. O primeiro single deste  álbum, Kun for mig, atingiu por quatro vezes o status de disco de Platina e ficou por diversas semanas na primeira posição na parada musical oficial da Dinamarca, Hitlisten, como também o segundo single, Velkommen til Medina.
Em setembro de 2009, Medina liberou uma versão em inglês de Kun for mig, intitulado You and I, no Reino Unido, Alemanha, Áustria e Suíça. Essa versão chegou a #39 no UK Singles Chart e entrou no Top 10 na parada de singles alemã.
Em julho de 2010, o álbum de estréia internacional Welcome to Medina foi lançado na Alemanha, Áustria e Suíça que chegou a #9, #45 e #24, respectivamente.

## Álbuns
| Ano  | CD                   |
| ---- | -------------------- |
| 2007 | Tæt på               |
| 2009 | Velkommen til Medina |
| 2010 | Welcome to Medina    |
| 2011 | For altid            |
| 2012 | Forever              |